# Louis-François Bertin

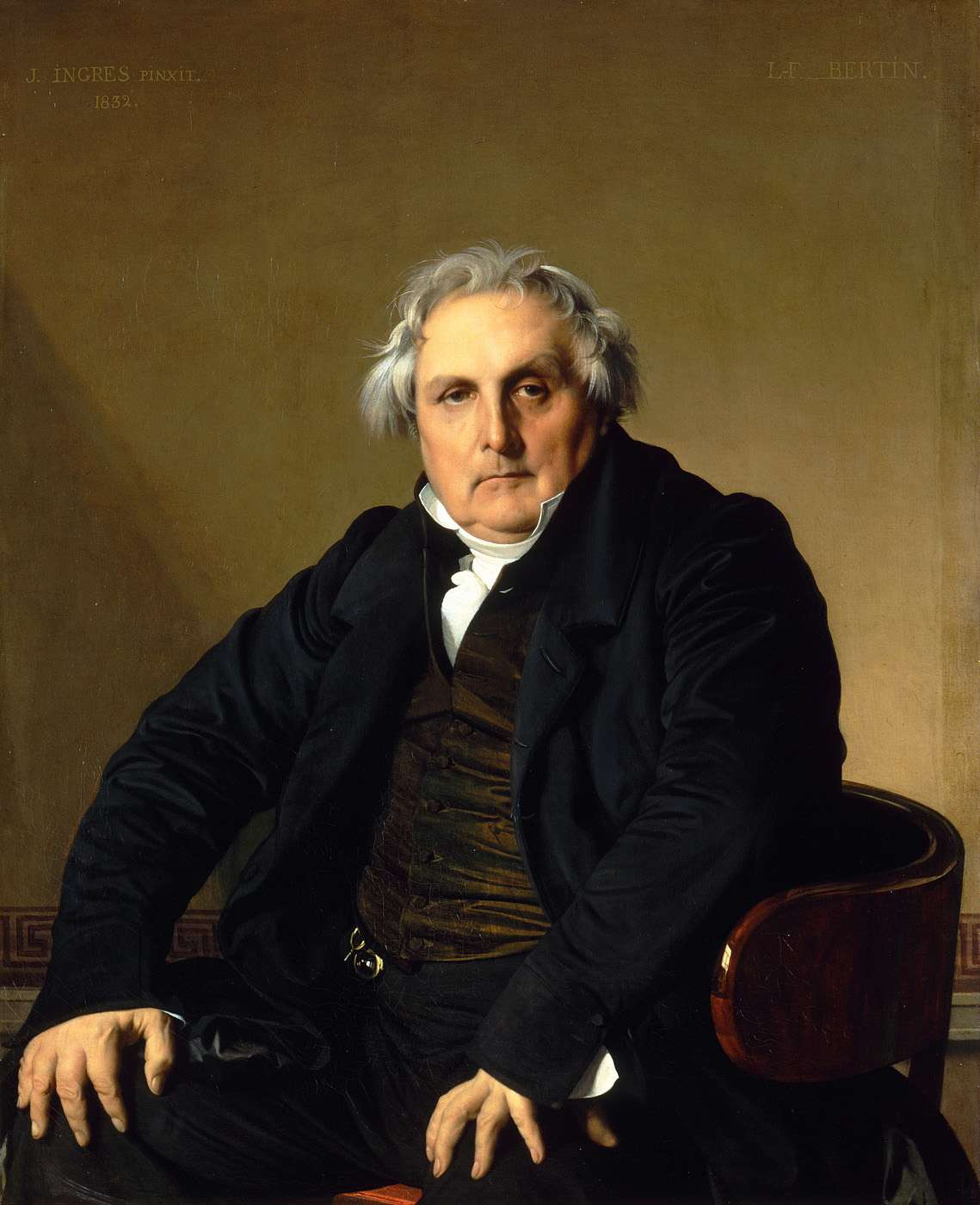
Porträtt av Louis-François Bertin, målat av Jean-Auguste-Dominique Ingres.

Louis-François Bertin, född 14 december 1766 i Paris, död där 13 september 1841, var en fransk tidningsman.
Han grundade efter 18 brumaire 1799 tidningen Journal des débats. Bertin kastades i fängelse 1800 som monarkist och tvingades i landsflykt på ön Elba 1801. Han kom dock snart över till italienska fastlandet, där han lärde känna François-René de Chateaubriand. Efter erhållet tillstånd att återvända till Frankrike övertog Bertin 1804 på nytt ledningen av sin tidning, vilken 1823 blev ett organ för oppositionen. Efter 1830 var han en av julimonarkins mest betydande stöttepelare.